# Exérèse
Ne doit pas être confondu avec ablation ou exégèse.

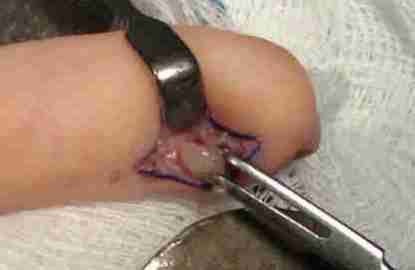
Gros plan d'une tumeur glomique extraite chirurgicalement du bout d'un doigt de femme. La tumeur est le sphéroïde oblat translucide au centre de l'incision. La dimension horizontale approximative est de 4 millimètres. Avant l'intervention, la tumeur se trouvait près de l'os de l'annulaire droit et n'était pas visible de l'extérieur. La présence de la tumeur a été confirmée par IRM avant l'intervention. Les symptômes antérieurs à l'intervention chirurgicale étaient présents depuis environ dix ans et s'aggravaient progressivement. Lorsqu'elle était soumise à une température froide ou à une stimulation locale, la tumeur provoquait une douleur intense qui irradiait le bras jusqu'au coude.

Une exérèse est une intervention chirurgicale consistant à retirer de l’organisme un élément qui lui est nuisible ou inutile (organe (appendicectomie, amygdalectomie…), tumeur (colectomie par exemple), corps étranger (exemple : balle)).
L'exérèse se pratique sous anesthésie locale ou générale dans un bloc opératoire (suivant la gravité) par un médecin spécialiste. Cette intervention est très souvent suivie d'un examen anatomopathologique pour déterminer la nature exacte de l'élément retiré. Comme tout geste chirurgical, l'exérèse peut entraîner des complications.